# Podischnus agenor
Podischnus agenor (лат.) — вид пластинчатоусых жуков из трибы Oryctini подсемейства Dynastinae. Неотропика.

## Описание
Личинки развиваются под землёй, питаются гумусом. Имаго появляются и выходят на поверхность в сезон дождей (например, в Колумбии с сентября по декабрь), питаются травянистыми растениями, включая сахарный тростник и кукурузу. Жизненный цикл длится около одного года.
Отмечен структурный и поведенческий диморфизм самцов. Самки появляются спустя 1—3 недели после представителей противоположного пола. Встречаются самцы двух типов: крупные (с более мощными рогами) и мелкие (с мелкими рогами, грудные рога остаточные или отсутствуют вовсе). При этом мелкие самцы появляются раньше, чтобы избежать конкуренции с более крупными особями. Сходное явление диморфизма самцов обнаружено у некоторых других жуков (Ageopsis nigicollis, Onthophagus acuminatus, калоед-бык Onthophagus taurus, усач Dendrobias mandibularis) и у пчел Amegilla dawsoni.
На личинках жуков паразитируют наездник рода Pelecinus.